# Michaelsberg (Cleebronn)
Der Michaelsberg bei Cleebronn ist mit einer Höhe von 394,7 m ü. NHN eine markante Erhebung am südlichen Rand des Zabergäus. Bereits aus römischer Zeit konnten hier Gebäudereste gefunden werden. Neben der überwiegend romanischen Michaelskirche gibt es noch die Gebäude eines barocken Kapuzinerklosters, die heute als katholisches Jugendtagungshaus dienen. Am Westrand des Bergs finden sich Spuren der mittelalterlichen Burg Obermagenheim.
Der Berg ist ein Kegelberg mit einem circa 350 m langen und maximal circa 60 m breiten Plateau. Seiner exponierten Lage verdankt er den Titel „Wächter des Zabergäus“. Er befindet sich rund einen Kilometer südöstlich der Gemeinde Cleebronn. In der näheren Umgebung gibt es nördlich – in Richtung des Zabergäus – das Schloss Magenheim und südlich – am Rand des Strombergs – den Erlebnispark Tripsdrill und das Wildparadies Tripsdrill. Bei gutem Wetter ist eine Fernsicht bis zum Königstuhl, zum Katzenbuckel, zu den Löwensteiner Bergen und zur Schwäbischen Alb möglich.

## Geschichte

### Vorchristliche Zeit
Erste nachgewiesene Spuren einer Besiedlung des Michaelsbergs datieren aus frühkeltischer Zeit. 1979 konnten bei Ausgrabungen Scherben aus dieser Epoche gefunden werden. Ein Nachweis einer Befestigungsanlage war jedoch nicht möglich.
Auch aus römischer Zeit ist eine Nutzung des Berges bekannt: Bei verschiedenen Ausgrabungen wurden Mauerreste von Handquadern gefunden, deren Fugen rot ausgemalt waren. Erste archäologische Deutungen aus den 1930er Jahren, dass es sich hierbei um ein gallo-römisches Heiligtum handelte, konnten nicht bestätigt werden, so dass die genaue Bedeutung der Anlage bis dato nicht geklärt ist. Sehr wahrscheinlich ist, dass das Bauwerk in Zusammenhang mit einem römischen Gutshof stand, der sich am Fuß des Berges befand und dessen Reste bei der Rebflurbereinigung 1979 zerstört wurden. Zufallsfunde aus römischer Zeit sind weiße Terrakottafiguren als Kultgegenstände und verschiedene römische Silbermünzen, die die Prägung von Kaiser Gratian zeigen.

### Frühe christliche Nutzung

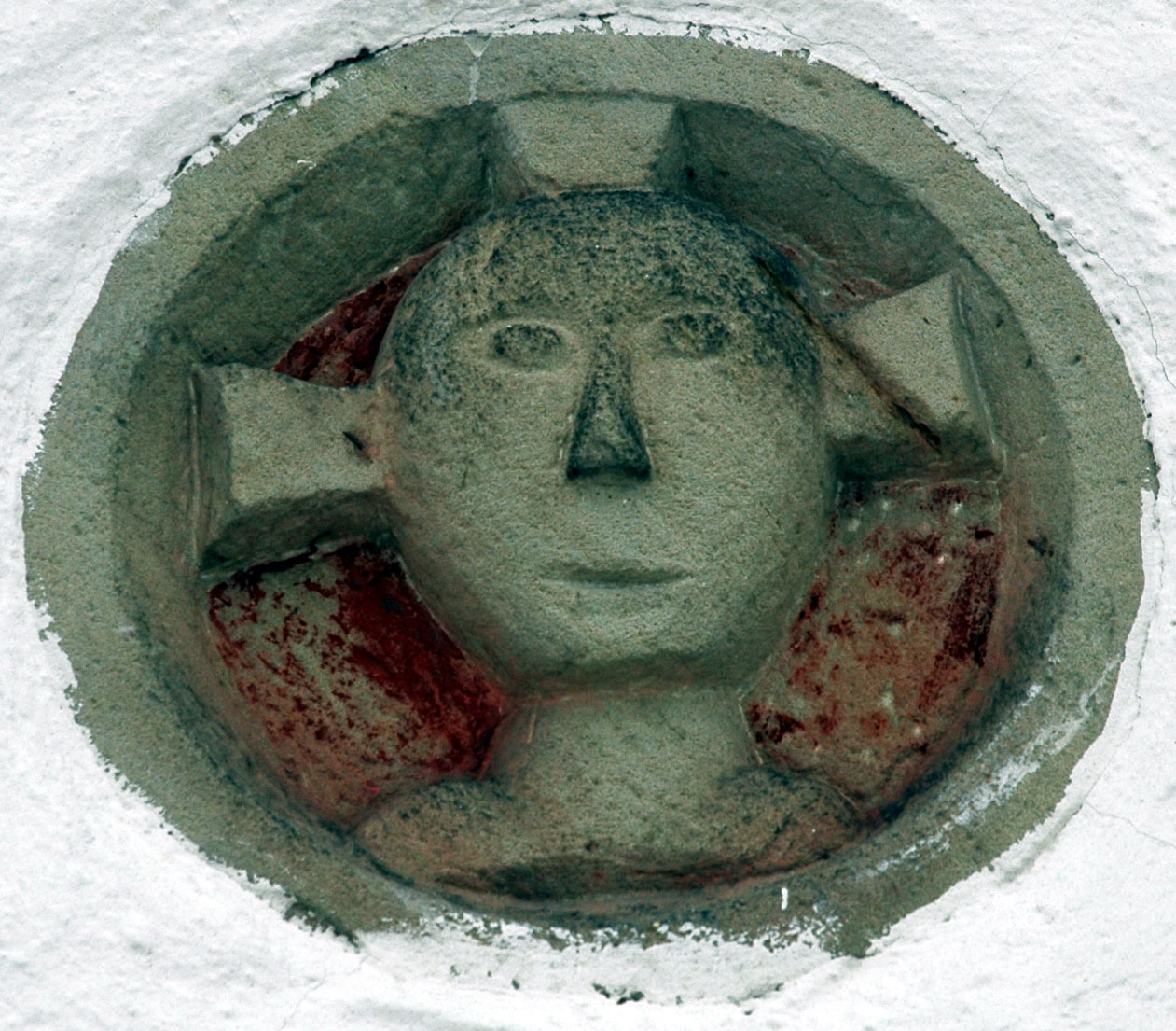
Christuskopf (frühes 11. Jahrhundert)

Erstmals urkundlich und in christlichem Kontext erwähnt wurde der Michaelsberg in fränkischer Zeit, als 793 im Lorscher Codex eine Nonne namens Hilteburc dem Kloster Lorsch in einer umfangreichen Schenkung neben einigen anderen Ländereien den damals als „Runingenburc“ bezeichneten Berg vermachte. Mit großer Sicherheit kann davon ausgegangen werden, dass der Berg bereits zuvor in alemannischer Zeit Kultstätte eines christlichen Sprengels war. Indizien für ein solches Streuchristentum konnten in der Umgebung beispielsweise in Heilbronn am Rosenberg durch Grabbeigaben aus dem späten 5. oder frühen 6. Jahrhundert gefunden werden. Einen konkreten Hinweis für eine alemannische Eigenkirche liefert die Weihe zugunsten des Erzengels Michael: Viele weitere frühchristliche Gründungen gehen auf einen Michaelskult zurück, so z. B. die Kirche St. Michael in Binswangen, der dem Michael geweihte Vorgängerbau der Heilbronner Kilianskirche oder der Michaelsberg bei Böttingen.
Erste Artefakte aus dem Mittelalter fanden sich in Form von Keramikresten, die auf das frühe 8. Jahrhundert datiert werden konnten. Ebenfalls aus karolingischer Zeit könnte das Vorgängerbauwerk der heutigen Kirche stammen, das Gegenstand der Schenkung war. Seine Lage konnte durch Grabungen ungefähr nachvollzogen werden: Die damalige Kirche befand sich unterhalb des heutigen Baus und war deutlich kleiner. Ihr Turm mit quadratischem Fundament befand sich auf der Westseite. Bei weiteren Grabungen trat eine nördlich gelegene Umfassungsmauer zu Tage, die möglicherweise ebenfalls zu diesem ersten Bauwerk gehörte.

### Mittelalter
Ergänzt wurde die Anlage in hochmittelalterlicher Zeit durch die Burg Obermagenheim der Herren von Magenheim, die im 16. Jahrhundert während der Bauernkriege geschleift wurde. Ihre letzten verbliebenen Grundmauern wurden 1899 beim Bau eines zwischenzeitlich gesprengten Pulverturms freigelegt. Einige aus archäologischer Sicht interessante Fundstücke lagerte man im Stuttgarter Lapidarium ein, das im Zweiten Weltkrieg zerstört wurde.
Im 13. Jahrhundert kam es auf dem Michaelsberg zu einem häufigen Wechsel der Herrschaft: 1232 gelangte er an das Erzstift Mainz, die Kirche diente nun dem Mainzer Teil von Cleebronn. 1279 übernahm Konrad von Magenheim das Patronatsrecht vom Mainzer Erzbischof Werner, um die Anlage 1292 an das Bistum Speyer abzugeben. Auch in dieser Zeit hielt sich in Urkunden noch der ältere Name des Berges als „Ruhelberg“ (1351) und „Reyelberg“ (1480).
1494 kam es erneut zu einem Besitzerwechsel: Das Erzstift Mainz verkaufte den Michaelsberg gemeinsam mit Anteilen an Kurmainzisch-Cleebronn, Bönnigheim und Erligheim an die Herren von Woellwarth. Da die Familie im Rahmen der Reformation bereits recht früh zum evangelischen Glauben wechselte, gab es seit Anfang des 16. Jahrhunderts zunächst keine katholischen Gottesdienste mehr. 1572 erwarb Bernhard der Jüngere aus dem Haus Liebenstein die Kirche. Über Liebenstein kam der Michaelsberg 1572 nach rund 350 Jahren als Lehen zurück in die Hand des Erzstifts Mainz, bis 1666 das Bönnigheim-Neu-Cleebronner Territorium samt der Kirche als Pfand an Württemberg überging. Möglicherweise wurde die Kirche bereits seit der Reformation nicht mehr als solche genutzt, als sicher gilt dies für 1666: Für dieses Jahr ist belegt, dass das Gebäude als Scheune verwendet wurde und bereits stark beschädigt war, teilweise durch Vandalismus.

### Ab 1727: Zeit unter den Grafen von Stadion
Nach einem ersten Versuch 1724 gelang dem katholischen Grafen Johann Philipp von Stadion 1727 die Übertragung als Mainzer Lehen von Württemberg an ihn. Grundsätzlich gab für ihn der „sehr klägliche Zustand der katholischen Religion in den Pfandschaftsorten“ Anlass zur Sorge. Ziel des neuen Lehnsherrn war es, den Verfall der Kirche aufzuhalten und sie zu einem Zentrum des katholischen Glaubens im Zabergäu zu machen. Mit dem fortschreitenden Wiederaufbau der Kirche und der Wiederaufnahme katholischer Gottesdienste betrachtete Württemberg das Geschehen in seiner Enklave zunehmend mit Argwohn und legte Protest ein. Es sah in der Ausübung des katholischen Glaubens auf dem Michaelsberg einen Verstoß gegen das Normaljahr des Westfälischen Friedens. Um den Verstoß zu belegen, hätte Württemberg nachweisen müssen, dass in der Michaelskirche im Jahr 1624 württembergisch-evangelische Gottesdienste abgehalten wurden, was nicht gelang. Im Rahmen eines langjährigen Streits kam es immer wieder zu Konflikten zwischen Württemberg und katholischen Gläubigen. So wurde beispielsweise 1729 den Einwohnern von Stockheim der Zugang zum Berg durch württembergische Wachen versperrt. 1730 erließ der Brackenheimer Vogt den Befehl, bei einer katholischen Prozession zur Michaelskirche über württembergisches Gebiet „die dabei befindlichen catholischen Pfaffen mit einer dazu in Paratschaft haltenden genügsamen Mannschaft zu arrestieren“. Erst der „Heilbronner Vergleich“ vom 11. September 1736 zwischen Kurmainz und Württemberg legte endgültig fest, dass es Württemberg nicht gestattet war, die Bevölkerung an der Religionsausübung zu hindern.
Zur Sicherung der katholischen Glaubensinsel stellte Graf von Stadion Überlegungen an, einen christlichen Orden auf dem Michaelsberg anzusiedeln. Durch Kontakte zum Neckarsulmer Kapuzinerkloster konnte dieser Orden für den Michaelsberg gewonnen werden, und man bat in Mainz um die Errichtung eines Hospizes „für die Kapuziner in der fränkischen Provinz“. Am 26. Oktober 1738 hielt hier das erste Mal ein Neckarsulmer Pater den katholischen Gottesdienst ab. 1739 und 1740 wurde das Hospiz, finanziert durch Graf von Stadion mit Mainzer Unterstützung, erbaut. Dafür wurden die Steine der Burgruine Obermagenheim wiederverwendet. Für die laufende Finanzierung der Einrichtung wurde eine gleiche Aufteilung der Kosten zwischen von Stadion und Mainz vereinbart.

### Ab 1785: Zeit unter Württemberg
Nachdem auch eine Übernahme durch den Deutschen Orden im Gespräch war, erwarb 1785 Württemberg die Herrschaft über Bönnigheim und damit auch über den Michaelsberg, der Unterhalt des Hospizes wurde nun weiter durch Mainz gewährleistet. Damit befand sich auf dem Berg die erste Kirche in Altwürttemberg mit katholischer Messe. Der württembergische Adel betrachtete das Hospiz mit Argwohn, dennoch ergaben sich für die Einrichtung keine Einschränkungen, wenn auch die Besetzung stetig sank. 1802 wurden an Kirche und Hospiz Sanierungsarbeiten vorgenommen, im kommenden Jahr konnten nach Schließung der katholischen Bönnigheimer Schlosskapelle die meisten Gerätschaften übernommen werden. Der Reichsdeputationshauptschluss führte zunächst zum Ende der Kurmainzer Unterhaltszahlungen. Ab 1808 übernahm die Rentenkammer des Fürstentums Aschaffenburg das jährliche Gehalt in Höhe von 600 Gulden, nach der bayerischen Übernahme Aschaffenburgs 1814 der bayerische Staat. Ab 1821 kam schließlich Württemberg für den Unterhalt auf. Im Jahr 1823 verstarben die letzten beiden Patres, womit die Tradition des Hospizes endete.
Eine neue Bedeutung erlangte der Michaelsberg ab dem 12. September 1826, als er zur Pfarrkuratie-Verweserei mit 42 Ortschaften bestimmt wurde, 1860 wurde er Pfarrkuratie. Gegen Ende des 19. Jahrhunderts wurde der Berg darüber hinaus unter touristischen Gesichtspunkten erschlossen: 1879 gründete sich ein Verein zur Anschaffung eines Fernrohres, der zeitweise über 200 Mitglieder verfügte. An der Ostseite der Bergkuppe errichtete er eine Steinsäule, auf die der Tubus montiert werden konnte. Eine an der Säule befestigte Tafel wies die in der Ferne sichtbaren Landmarken aus.

### Nach dem Zweiten Weltkrieg
Bedingt durch den Zuzug von Heimatvertriebenen nach Ausgang des Zweiten Weltkriegs stieg der Anteil katholischer Gläubiger im Zabergäu nach 1945 deutlich an, weshalb die Pfarrei 1955 von ihrer abgelegenen Lage in die Stadt Brackenheim verlegt wurde. Am 17. Oktober 1959 wurde die Anlage auf dem Michaelsberg als katholisches Jugend- und Tagungshaus des Bistums Rottenburg geweiht. Im Rahmen der Umwidmung wurde die gesamte Anlage, insbesondere die Kirche, umfangreich saniert und teilweise umgestaltet.

## Michaelskirche

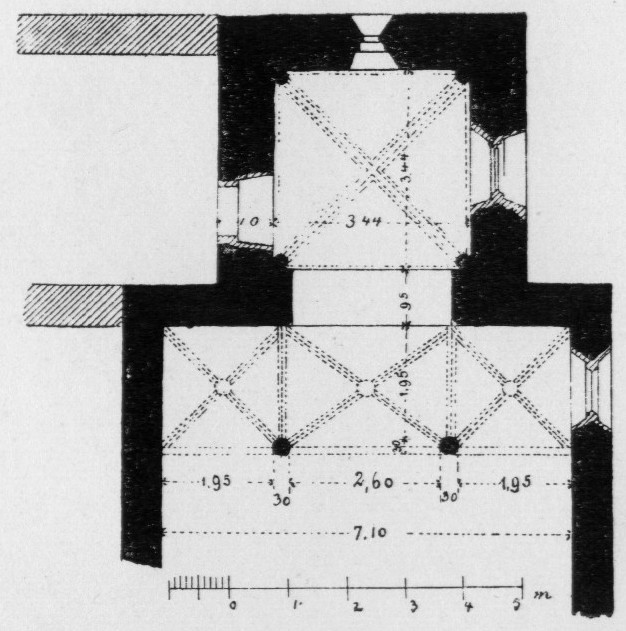
Grundriss von Chor und Altarraum

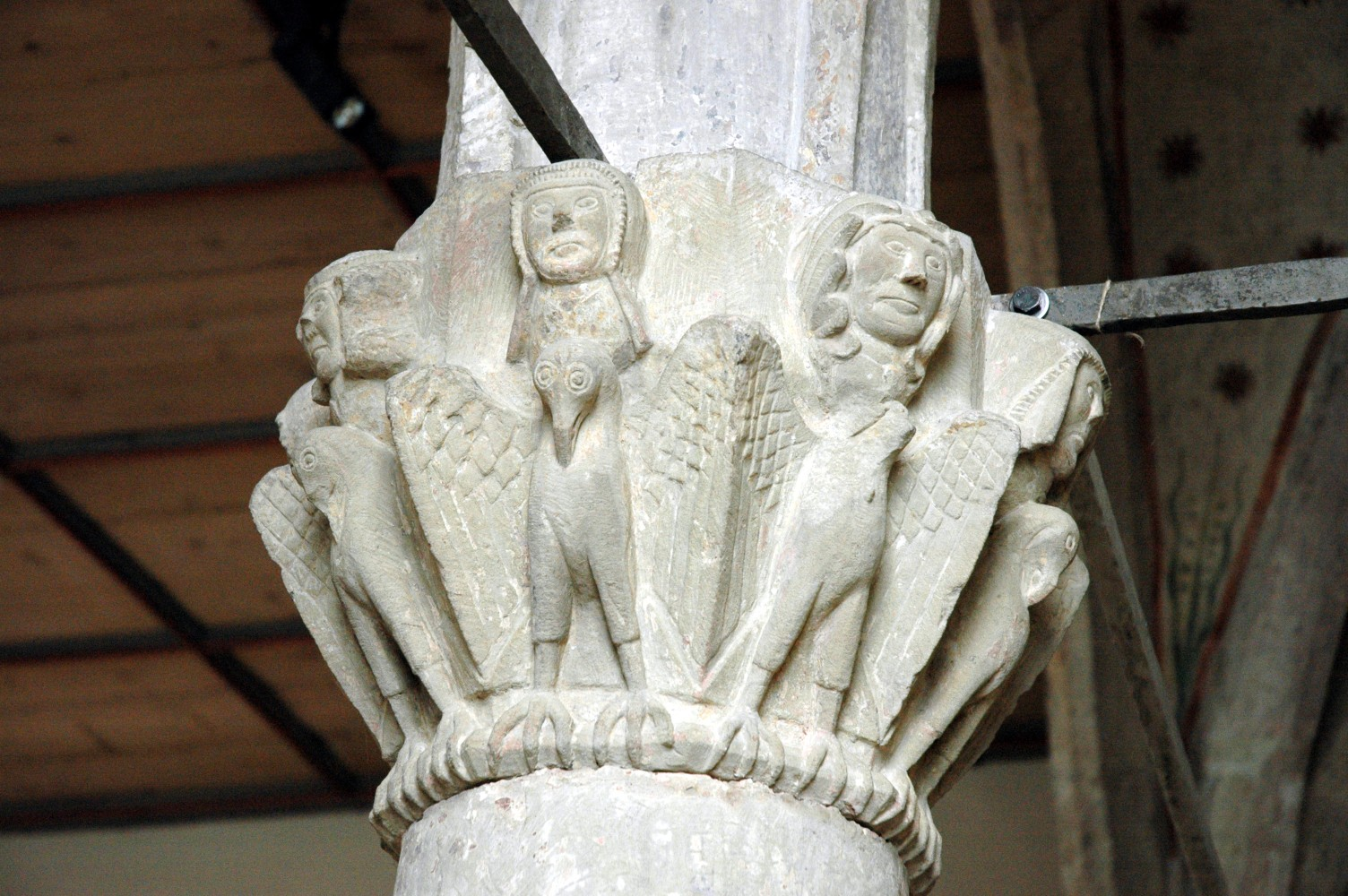
Adlerkapitell

Die Kirche auf dem Michaelsberg präsentiert sich heute als ein überwiegend romanisches Bauwerk, das durch gotische, barocke und neuzeitliche Elemente ergänzt wurde. Der kleine Bau bietet in seinem Inneren rund 100 Gottesdienstbesuchern Platz. Grabungen unterhalb der Kirche lieferten einige wenige Erkenntnisse über die 793 urkundlich erwähnte frühere Kirche, bei der es sich wohl um einen karolingischen Bau handelte. Er war in seiner Ausdehnung deutlich kleiner, der quadratische Turm befand sich entgegengesetzt zum heutigen Fachwerkturm an der Westseite.
Besonders hervorzuhebende Elemente der Michaelskirche in ihrem heutigen Zustand sind der Chor mit seinem einfachen diamantierten Kreuzrippengewölbe, das mit frühgotischen Wandmalereien ausgemalt ist, die in den jeweiligen Gewölbesegmenten die vier Evangelisten darstellen, und die einem Lettner ähnelnde Abtrennung und Überdeckung des Altarraums mit einem Kreuzrippengewölbe und detailreichen romanischen Kapitellen. Aus dem frühen 11. Jahrhundert datiert die Darstellung eines Christuskopfs mit Aura und hinterlegtem Kreuz, die sich heute an der Ostseite der Kirche befindet. Möglicherweise handelt es sich bei diesem Stein um einen Schlussstein aus dem früheren Bau.

### Vorraum
Der Besucher betritt die Kirche über einen Vorraum, der in gotischer Zeit ergänzt wurde. Das Türportal wurde 1959 neu gestaltet, es wird von einem Türknauf in Form eines Fisches geziert. Ebenfalls von 1959 stammen die Fenster von Wilhelm Geyer, die entsprechend der neuen Nutzung des Michaelsbergs christliche Symbole der Jugend zeigen. Der Altar auf der Südseite des Vorraums stammt vermutlich aus karolingischer Zeit.
Daneben finden sich im Vorraum Grabplatten aus dem frühen Mittelalter sowie ein bei Ausgrabungen neben der Kirche gefundener Sarkophag, in dem wahrscheinlich Konrad von Magenheim (1279 erwähnt) begraben liegt. Im Rahmen der Arbeiten von 1959 wurde ein weiterer Sarkophag untersucht, der sich zwischenzeitlich auch hier befindet: Er enthielt Erde und Schutt und wurde mutmaßlich bereits zuvor schon einmal geöffnet. Vermutlich wurden die Gebeine aus diesem Sarg in einem Grab beigesetzt, das unterhalb des rechten Kirchenschiffs gefunden wurde. In diesem Grab fand sich ein Skelett aus dem 8. Jahrhundert – möglicherweise handelt es sich hier um die Gebeine der Nonne und Spenderin des Bergs Hildeburc.

### Schiff
Das schlichte Kirchenschiff wird von einer Kassettendecke überspannt. Graf von Stadion gestaltete das Schiff um 1739 mit barocken Elementen um: Die Fresken und die vergrößerten Fenster datieren aus dieser Zeit. Das Altarbild von Jörg Müller zeigt den Erzengel Michael und entstammt der Augsburger Schule. Die Wand zum Vorraum ziert ein großes bemaltes hölzernes Wappen des Erzstifts Mainz.

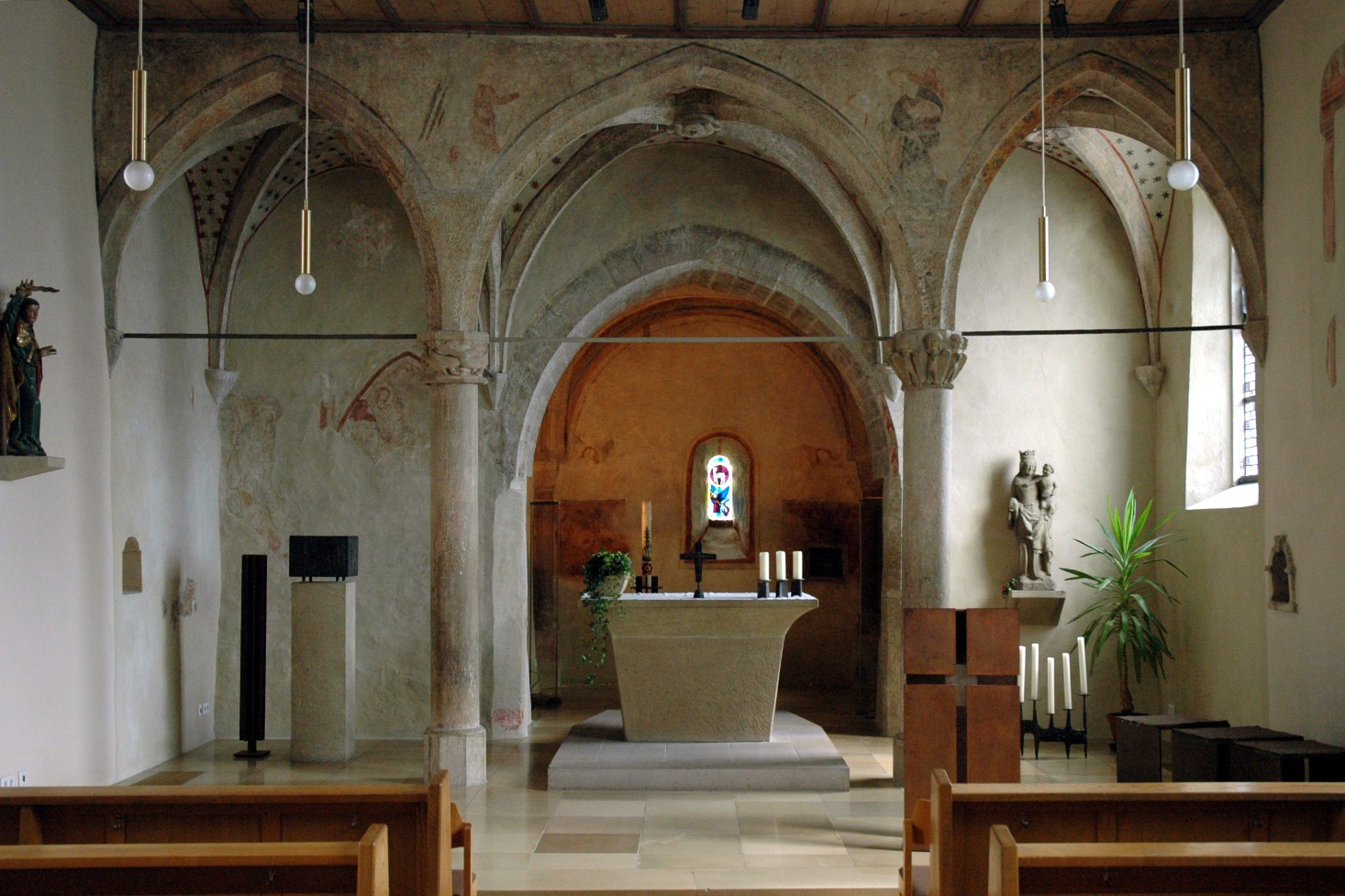
Blick in den Altarraum

### Altarraum
Eine Besonderheit der Kirche auf dem Michaelsberg ist der vom Hauptschiff abgetrennte Altarraum. Er entstand vermutlich im 14. Jahrhundert dadurch, dass die Altäre, die sich früher paarweise seitlich befanden, durch ein Gewölbe geschützt werden sollten. Da der Raum zwischen den Altären ungefähr der Breite eines benötigten Gewölbesegments entsprach, bot es sich an, auch den Zwischenraum vor dem Durchgang zum Chor als verbindendes Element mit einzubeziehen, so dass mit den tragenden Säulen eine markante Abtrennung ähnlich einem Lettner entstand. Die Bemalung des Gewölbes konnte auf das 16. bis 18. Jahrhundert datiert werden. Die Schlusssteine des Gewölbes repräsentieren die Dreifaltigkeit: Von links nach rechts zeigen sie den Sohn als Lamm Gottes, den Vater und den Heiligen Geist als Taube.
Als besonders kunstvoll sind die detailreichen Kapitelle der tragenden Säulen hervorzuheben. Auf der südlichen, dem Licht zugewandten Seite befindet sich das „Adlerkapitell“. Die Adler symbolisieren den Geist, die dazwischen liegenden Köpfe stehen für Erhabenheit, Seligkeit und Fruchtbarkeit. Das nördliche, im Dunklen liegende Kapitell zieren als Teufelssymbol zwei Drachen mit verschlungenen Hälsen. Als Repräsentanten des Todes befinden sich dazwischen ein Hirsch und ein Hund mit zwei Köpfen.
Im Rahmen der Renovierungsarbeiten von 1959 erhielt die Kirche einen neuen Altar und eine neue Ausstattung in Form von Tabernakel, Kreuz und Leuchter. Die beiden barocken Seitenaltäre wurden nach Talheim in die Kirche Mariä Himmelfahrt versetzt.

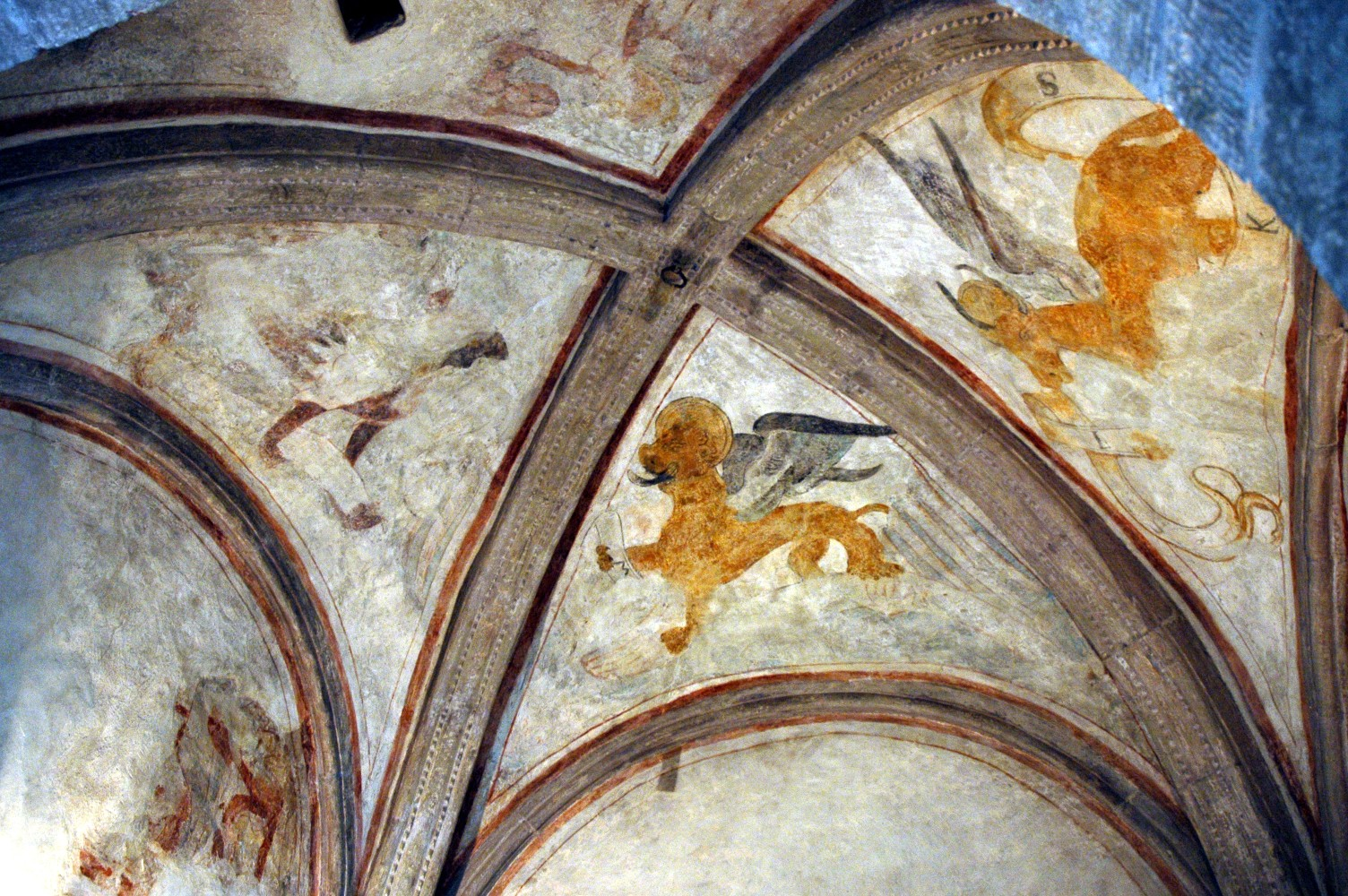
Bemaltes Gewölbe im Chor

### Chor
Der Chorraum, der zwischen der Wiedereröffnung der Kirche im 18. Jahrhundert und den Restaurierungsarbeiten von 1959 als Sakristei diente, ist der älteste und neben dem Altarraum bemerkenswerteste Teil der Kirche. Der kleine Raum wird durch ein diamantiertes Kreuzrippengewölbe bedeckt, dessen vier Felder jeweils mit frühgotischen Darstellungen der vier Evangelisten aus dem 13. oder 14. Jahrhundert bemalt sind. Es wird angenommen, dass der Chor im 12. Jahrhundert zunächst mit einer offenen Südwand errichtet wurde und dass der heutige Bogen nach Westen erst nachträglich ausgebrochen wurde.
Die ältesten Farbreste auf dem Gewölbe datieren aus dem 12. Jahrhundert, auf den Säulen konnten Reste aus dem 13. Jahrhundert gefunden werden. Insgesamt fanden die Restauratoren bei den letzten Sanierungsarbeiten 20–30 verschiedene Farbschichten, die im Laufe der Jahrhunderte aufeinander aufgetragen wurden.
Im Rahmen der Arbeiten von 1959 wurde am Ende des Chorraums ein vermauertes Fenster gefunden und freigelegt. Dieses malte Geyer mit einer Darstellung Christi als Lamm und des Erzengels Michaels aus. Im Chor befindet sich seit den Renovierungsarbeiten von 2006 der zuvor im Vorraum aufgestellte barocke Taufstein.

### Turm

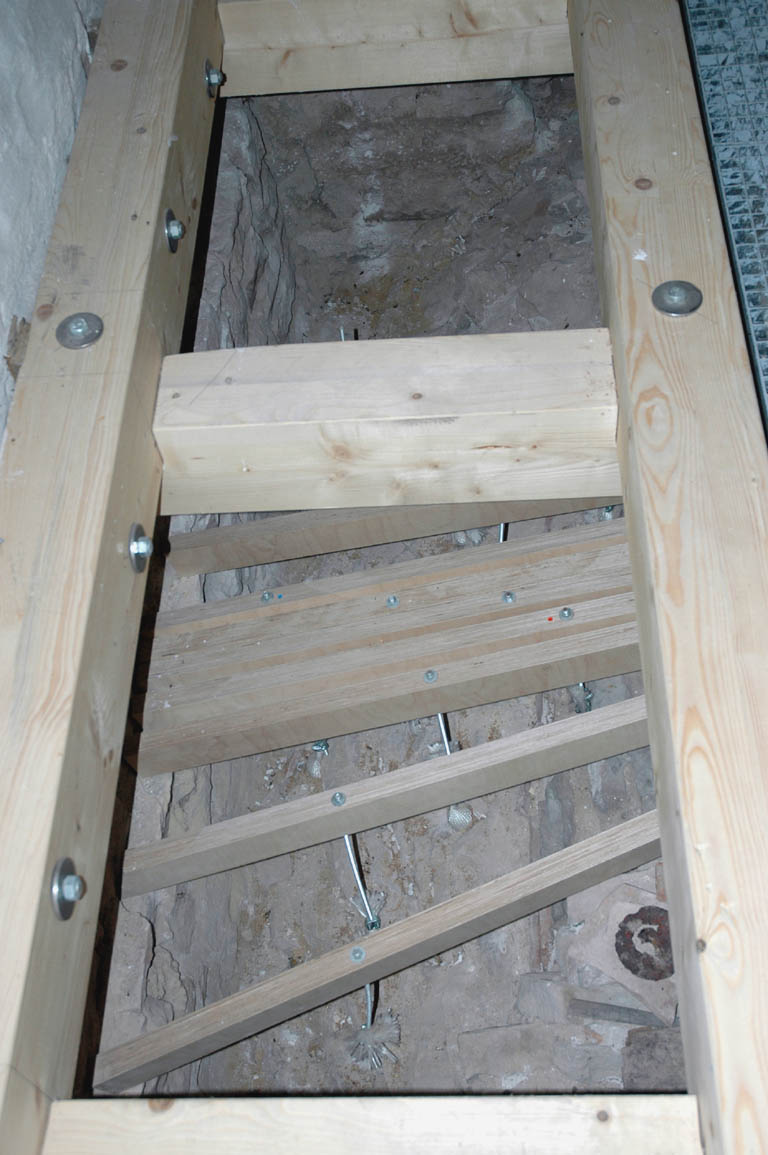
Mit Holz und Stahl abgehängtes Chor-Gewölbe (Mai 2007)

Der Fachwerkturm, der sich südlich an den Chor anschließt, beherbergt in seinem Gestühl die drei Glocken Catharina, Susanna und Michael. Catharina stammt aus dem 14. Jahrhundert und zeigt vier Mal Jesus Christus, Susanna wurde 1771 aus einer 1321 zerstörten Glocke in Heilbronn neu gegossen. Beide Glocken wurden in früheren Jahrhunderten geläutet, um die Bevölkerung vor drohenden Unwettern zu warnen. Im Volksmund gab es daher den Ausspruch „Katharein und Susein treiben’s Wetter vom Rhein“. Michael, die dritte und kleinste Glocke, wurde 1959 gegossen.

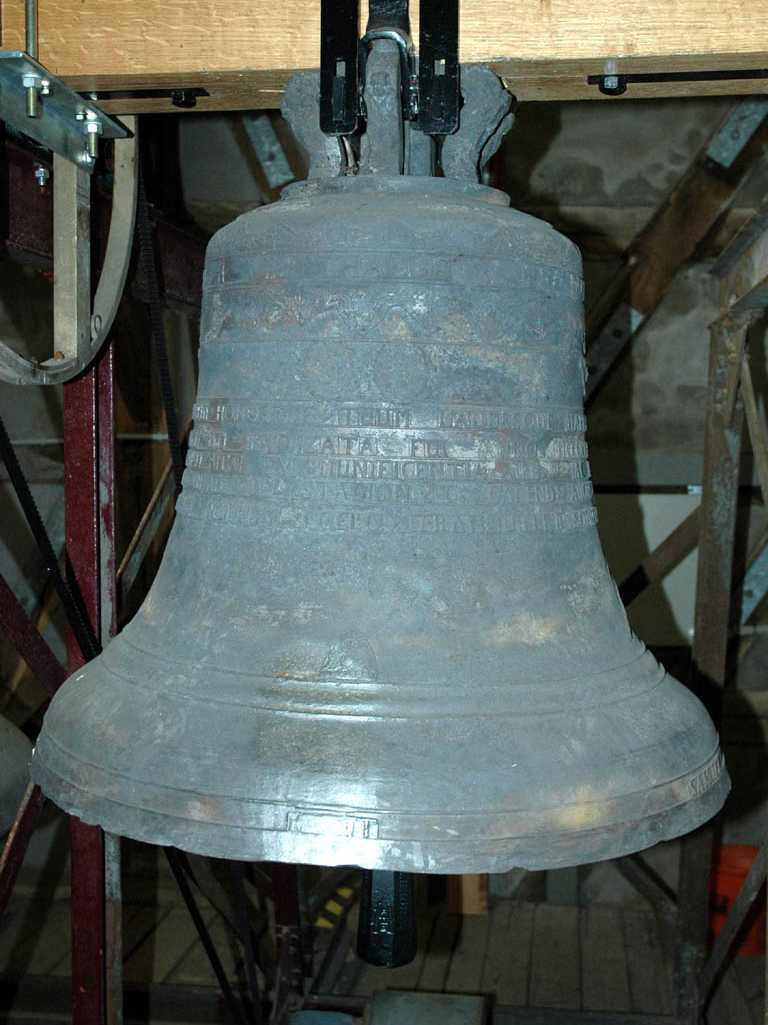
Susanna
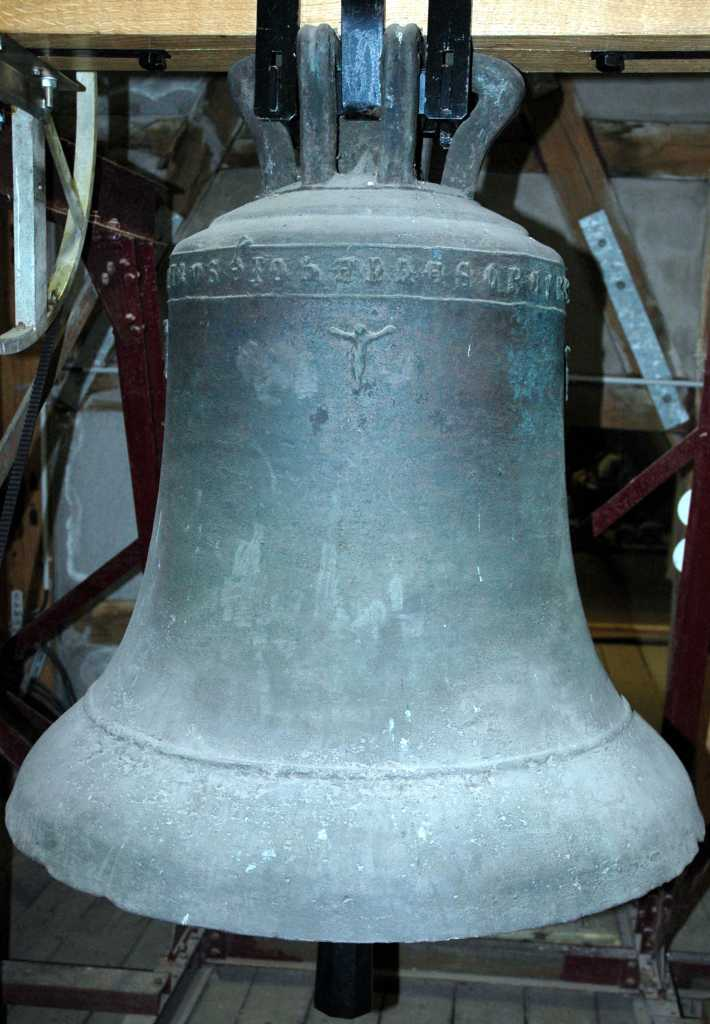
Catharina
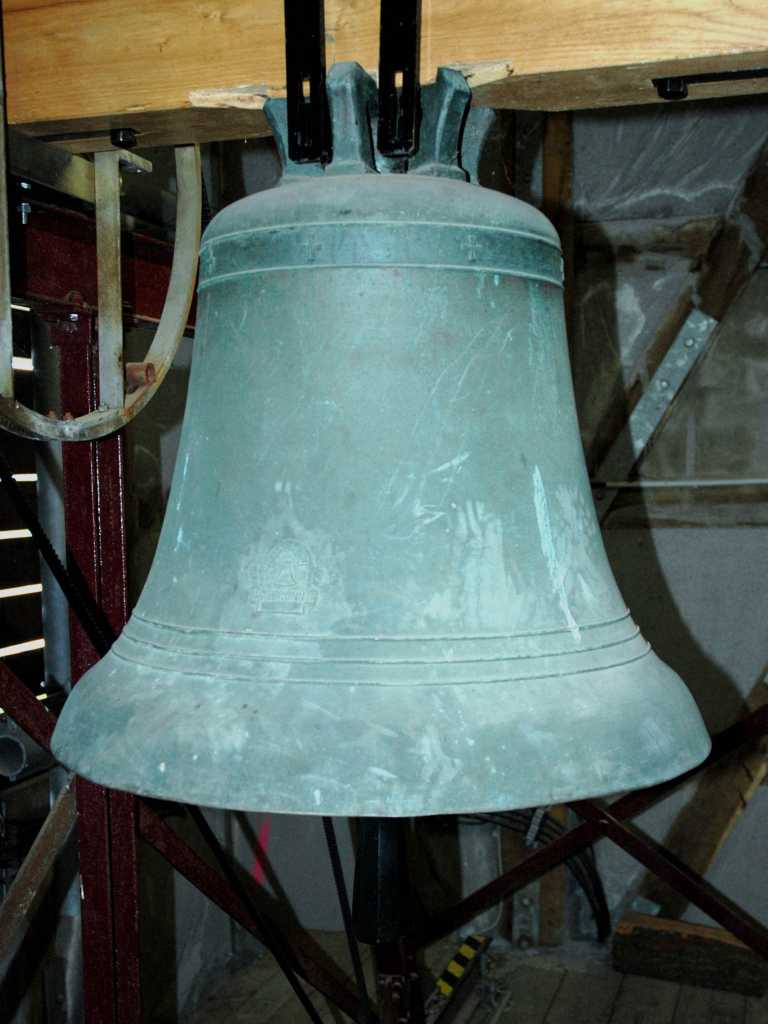
Michael

### Sanierungsmaßnahmen 2004–2006
Nach der Umgestaltung und Sanierung von 1959 musste die Kirche zuletzt ab 2004 umfangreich saniert werden, nachdem Messungen ergaben, dass sich die Außenmauern im Laufe der Jahrzehnte um 21 cm voneinander weg bewegt hatten und somit Einsturzgefahr bestand. Bei den Arbeiten wurden der Dachstuhl und das Gewölbe gesichert, die Heizung und die Elektrik erneuert, die drei Glocken saniert und die Wandmalereien gesäubert. Fünf Tonnen an Schutt, die auf den Gewölben über Chor und Baldachin lasteten, wurden entfernt. Durch ein undichtes Dach drang darüber hinaus im Laufe des Jahres Feuchtigkeit in Gebälk und Gewölbe ein. Eine Konstruktion aus Holz und Stahl sichert seit der Sanierung das Gewölbe im Chor.
Die Kosten für die Arbeiten beliefen sich auf 350.000 €. Am 18. Juni 2006 konnte die Kirche – anderthalb Jahre später als zunächst geplant – wieder übergeben werden.

### Orgel
Die Orgel links des Eingangs wurde 1993 von der Rottenburger Firma Rebmann gefertigt. Ihre Disposition lautet:
| I Hauptwerk C–g3 |       |
| Rohrflöte        | 8'    |
| Principal        | 4'    |
| Gemshorn         | 2'    |
| Mixtur IV        | 1 ⁄3' |

| II Oberwerk C–g3 |              |
| Gedeckt          | 8'           |
| Salicional       | 8'           |
| Koppelflöte      | 4'           |
| Sesquialter      | 2 ⁄3'+1 3⁄5' |
| Principal        | 2'           |
| Tremulant        |              |

| Pedal C–d1   |     |
| Subbaß       | 16' |
| Gedecktbaß   | 8'  |
| Gedecktflöte | 4'  |

- Koppeln: II/I, I/P, II/P

## Legende vom Michaelsberg
Der Michaelsberg ist auch Gegenstand einer Legende, die Justinus Kerner in seinem Buch Das Bilderbuch aus meiner Knabenzeit festhielt:
„Man sagt, auf diesem Berge habe der heilige Bonifazius mit dem Teufel einen Zweikampf gehabt, in welchem ihm der Engel Michael zu Hilfe gekommen; dabei habe der Engel eine Feder aus seinem Flügel fallen lassen, dieser habe der Heilige dann eine Kirche hier gestiftet und zu Ehren Michaels geweiht. Die Feder, die lange Zeit in der Kirche bewahrt wurde, soll zur Zeit der Reformation von da weggekommen sein; man sagte, es habe sie ein alter Stadtschreiber aus Stuttgart, der von der katholischen zur lutherischen Kirche übergegangen, heimlich an sich gezogen. Vergebens baten die Mönche des Berges bei Herzog Ulrich um die Bestrafung des Stadtschreibers und die Zurückgabe der heiligen Feder; sie erhielten keine Genugtuung. Darob in Zorn entbrannt, habe der Erzengel Michael die Strafe der Vielschreiberei über Württemberg ausgeschüttet.“
Das Gedicht „Erzengel Michaels Feder“ von Eduard Mörike verarbeitet ebenfalls die Michaelsberg-Legende.

## Flora des Michaelsberges

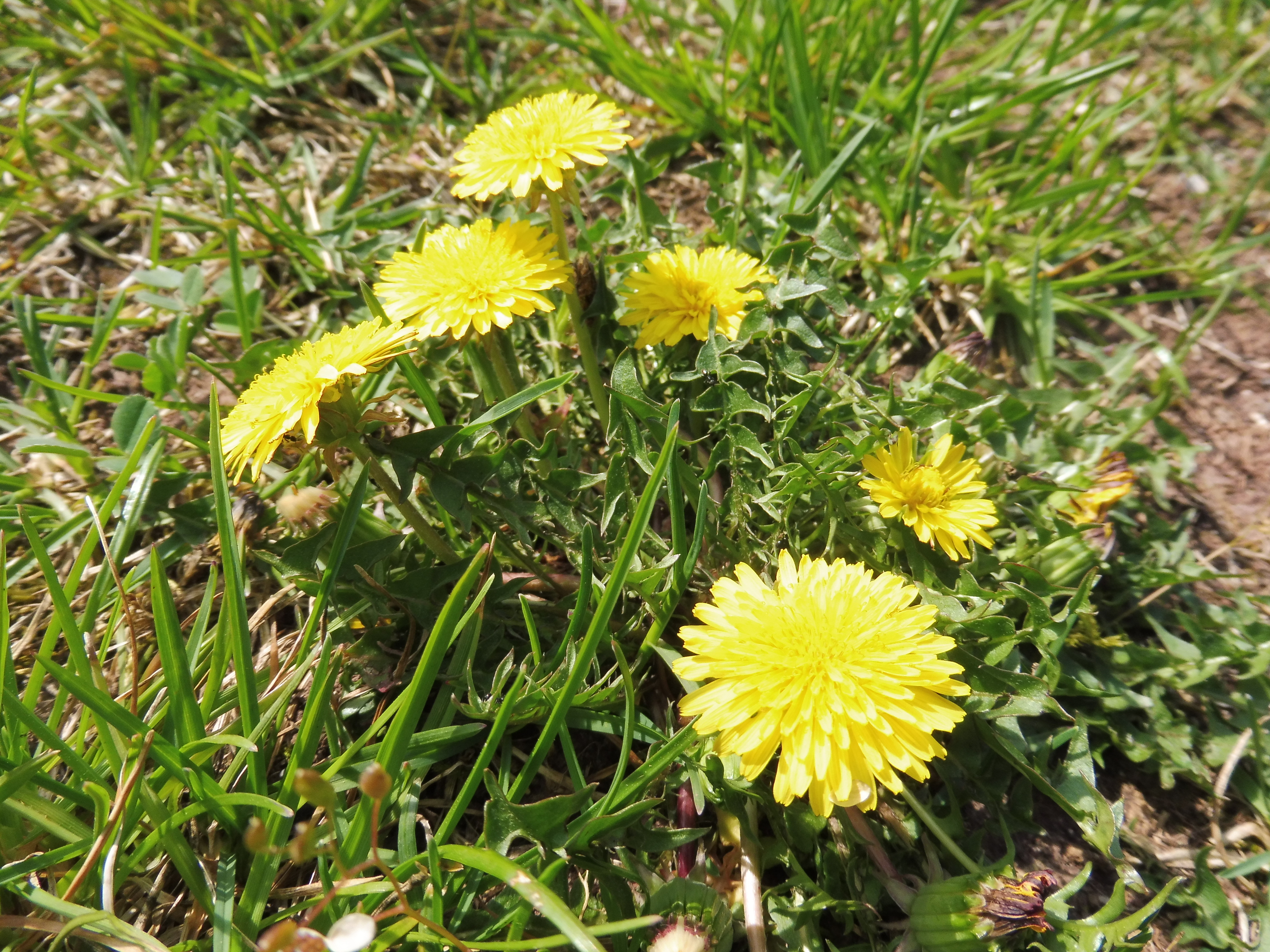
Schlesischer Löwenzahn (Taraxacum parnassicum) Cleebronn Michaelsberg

1976 wurde die historische Weinberglandschaft am Michaelsberg durch eine Rebflurbereinigung großflächig zerstört. Otto Linck (1892–1985), der sechs Jahrzehnte lang als Forstmann, Naturschützer, Heimatkundler, Wissenschaftler und Dichter in Güglingen im Zabergäu gelebt und gewirkt hatte, setzte sich dafür ein, dass wenigstens ein kleiner Teil der wertvollen Steppenheideflora erhalten werden konnte. So blieben am Hangkopf und am Südosthang kleine Magerrasenflächen erhalten. Heute finden sich am Michaelsberg noch Pflanzenarten wie die Sprossende Felsennelke (Petrorhagia prolifera), der Große Knorpellattich (Chondrilla juncea) und der Schlesische Löwenzahn (Taraxacum parnassicum).

## Heutige Nutzung
In den ehemaligen Klostergebäuden wurde am 17. Oktober 1959 das Jugend- und Tagungshaus Michaelsberg des Bundes der Katholischen Jugend (BDKJ) der Diözese Rottenburg-Stuttgart eingerichtet. Es firmiert heute als kirchlicher Eigenbetrieb Tagungshäuser der Diözese. Außer für die katholische und ökumenische Jugendarbeit steht die Einrichtung auch anderen Jugendeinrichtungen und Schulklassen für Schullandheimaufenthalte zur Verfügung. Von 1980 bis 1982 wurde das Haus für vier Mio. DM wesentlich erweitert: Das Hospizgebäude wurde um einen Anbau ergänzt, in dem sich nun der Haupteingang befindet, außerdem wurde ein zusätzliches Wohngebäude erbaut, das den Innenhof von Westen her eingrenzt und über 53 Betten verfügt.